# 60s 70s 80s
60s 70s 80s és el trentè tercer single de Namie Amuro sota el segell Avex Trax. Fou editat el 12 de març de 2008 en formats CD i CD+DVD.

## Descripció
"60s 70s 80s" és el single nº33 de Namie Amuro i el primer triple A-Side sent llançat per la cantant. Conté les cançons "NEW LOOK", "ROCK STEADY" i "WHAT A FEELING" les quals van ser utilitzades en una massiva campanya promocional de shampoos i acondicionadors de la marca Vidal Sassoon. Cadascuna de les cançons representa un període determinat partint per la dècada de 1960, 1970 i 1980, respectivament.

### "New look"
Produïda per T.Kura i MICHICO, NEW LOOK, cançó que representa la dècada de 1960, inclou un sample de la cançó Baby Love del grup The Supremes.

### "Rock Steady"
Representa a la dècada de 1970 i compte amb un *sample de la cançó d'Aretha Franklin, "Rock Steady". Fou produïda per MICHICO i MURO, l'últim treball del qual amb Namie fou durant el seu projecte Suite Chic.

### "What a Feeling"
Representa la dècada de 1980 i compta amb un sample de la cançó d'Irene Cara, "What a Feeling", tema de 1983 utilitzat en la pel·lícula Flashdance. Shinichi Ōsawa i MICHICO foren els productors.
Aquestes cançons van ser interpretades per primera vegada el 17 de gener de 2008 davant d'un selecte públic de 150 persones. La segona presentació oficial d'aquestes cançons és en el segon tram de la seva gira Play. A partir d'ara, només els vídeos promocionals de "New look" i "Rock Steady" han estat posats.

## Tracklist

### CD
1. "NEW LOOK"
2. "ROCK STEADY"
3. "WHAT A FEELING"
4. "NEW LOOK (Instrumental)"
5. "ROCK STEADY (Instrumental)"
6. "WHAT A FEELING (Instrumental)"

### CD+DVD
CD
1. "NEW LOOK"
2. "ROCK STEADY"
3. "WHAT A FEELING"
4. "NEW LOOK (Instrumental)"
5. "ROCK STEADY (Instrumental)"
6. "WHAT A FEELING (Instrumental)

DVD
1. "NEW LOOK" (Video Clip)
2. "ROCK STEADY" (Video Clip)
3. "What a feelin'" (Video Clip)

## Charts
Vendes Oricon Chart (Japó)
| Llançament       | Chart                        | Posició peak        | Vendes primera setmana | Vendes totals | Setmanes    |
| ---------------- | ---------------------------- | ------------------- | ---------------------- | ------------- | ----------- |
| 12 de març, 2008 | Oricon Daily Singles Chart   | #1                  |                        |               |             |
| 12 de març, 2008 | Oricon Weekly Singles Chart  | #1                  | 114.719                | 293.097       | 21 setmanes |
| 12 de març, 2008 | Oricon Monthly Singles Chart | #5                  |                        |               |             |
| 12 de març, 2008 | Oricon Yearly Singles Chart  | #8 (A juny de 2008) |                        |               |             |